# Egy életen át (album)
Az Egy életen át a Depresszió magyar rock/metalegyüttes  3. nagylemeze, 2004-ben adták ki.

## Számlista
Az albumon található összes dal szerzője a depresszió.
| Cím                   | Hossz |
| --------------------- | ----- |
| Intro                 | 1:43  |
| Itt benn              | 3:50  |
| Én azt üvöltöm        | 3:19  |
| Egy életen át         | 4:01  |
| Rajtad áll            | 3:25  |
| Nem akarok elszakadni | 3:16  |
| Legyen a Föld!        | 4:15  |
| Múlnia muszáj         | 3:38  |
| A két kezünkben       | 3:47  |
| Lázadj fel!           | 3:31  |
| Mindkét énem          | 3:31  |
| Éjszaka, egyedül      | 4:09  |
| Tűzön és vízen át     | 2:51  |
| Hamis ígéret          | 3:49  |

## Érdekességek
A Hamis ígéret című szám rejtett számként került fel a lemezre. A Tűzön és vízen át című szám után kb. 2 és fél perc csönd van, majd ezután következik ez a szám.